# デヤン・ステファノヴィッチ
デヤン・ステファノヴィッチ（セルビア語: Дејан Стефановић, ラテン文字表記: Dejan Stefanović, 1974年10月28日 - ）は、ユーゴスラビア（現セルビア）・ヴラニェ出身の元セルビア・モンテネグロ代表サッカー選手、サッカー指導者。現役時代のポジションはDF（センターバック）。

## 経歴
2008-09シーズン終了に伴いノリッジ・シティFCを退団。2010年10月7日、ハヴァント・アンド・ウォータールーヴィルFCに選手兼任監督として招聘された。

## 所属クラブ
- レッドスター・ベオグラード 1994-1995.12
- シェフィールド・ウェンズデイFC 1995.12-1999
- フィテッセ 1999-2003
- ポーツマスFC 2003-2007
- フラムFC 2007-2008
- ノリッジ・シティFC 2008-2009
- ハヴァント・アンド・ウォータールーヴィルFC 2010-2011